# جروم

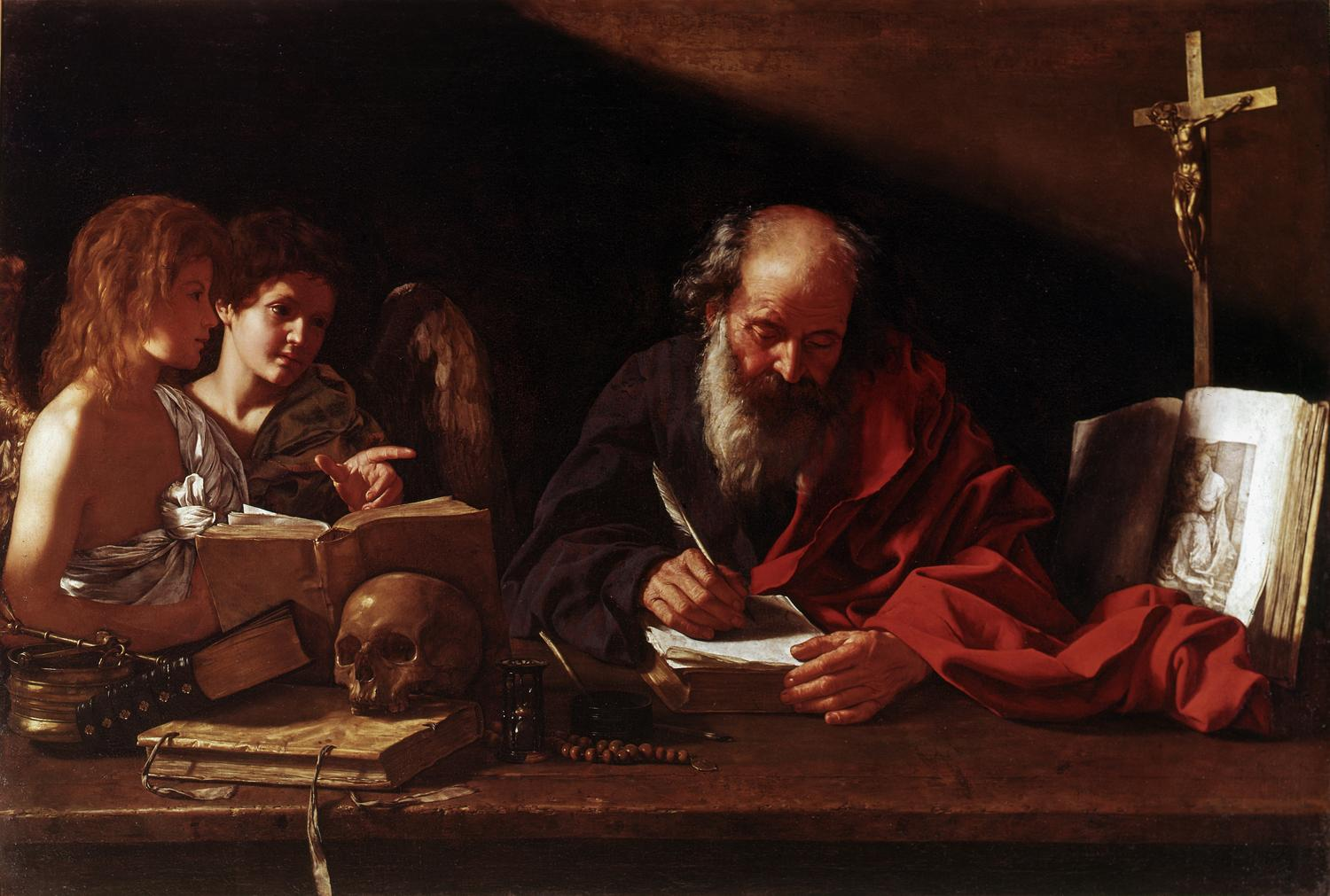
یِرُنیموس در حال ملاقات با فرشتگان

اوسبیوس سوفرونیوس هیه‌رونیموس (به لاتین: Eusebius Sophronius Hieronymus) (به یونانی: Εὐσέβιος Σωφρόνιος Ἱερώνυμος) متولد ۳۴۷م. در دالماسی – متوفّی ۳۰ سپتامبر ۴۲۰م. در بیت لحم که با نام ژِروم قدّیس یا یِرُنیموس قدّیس نیز شناخته می‌شود؛ کشیش ایلیریایی بود. وی بیشتر به خاطر ترجمهٔ کتاب مقدس از عبری به لاتین (کتابی که اکنون به ولگاته مشهور است) مورد توجه واقع شده‌است، ژِروم در کلیسای کاتولیک رم و کلیسای ارتدکس شرقی به عنوان قدیس مورد احترام بود. وُلگاته هنوز از منابع مهم متون مسیحی به‌شمار می‌رود.
وی پس از تکمیل تحصیلات به سفر در مشرق پرداخت. در سال ۳۷۵م. در انطاکیه خواب مسیح را دید که او را از پرداختن به علوم بت‌پرستان ملامت می‌کرد بنابراین او به مطالعات خود پایان داد و سر به بیابان گذاشت و زندگی زاهدانه‌ای در پیش گرفت و به بحث و تحقیق در کتاب مقدس پرداخت. او به همین منظور زبان عبری را یاد گرفت. در سال ۳۸۷م. به انطاکیه بازگشت و سال بعد به عنوان کشیش منصوب شد. پس از آن به قسطنطنیه رفت تا به تحصیل الهیات مسیحی بپردازد. در سال ۳۸۲م. به دعوت پاپ داماسوس اول به رم رفت و ضمن تحقیق در علوم کلیسایی، منشی پاپ شد. خرده‌گیری ژروم از پرداختن روحانیون مسیحی به امور دنیوی مخالفت‌هایی را علیه او برانگیخت. او پس از درگذشت داماسوس به مشرق بازگشت.
جروم قدیس از سال ۳۸۶م. تا زمان مرگ در دیری که یکی از زنان متشخص مسیحی برای او در بیت‌اللحم ساخته بود، باقی ماند و به تصحیح ترجمهٔ لاتینی کتاب مقدس مشغول بود. او همچنین شرح‌هایی بر رساله‌های بولس نوشت، مواعظ اوریگنس را ترجمه کرد، جزئی از ترجمه‌های لاتینی متن هفتادگانی کتاب مقدس را تصحیح کرد، کتاب اشعیا و انبیای دیگر و کتاب‌های مزامیر و پادشاهان و ایوب را از عبری ترجمه کرد. ولگاته، که قدیمی‌ترین متن موجود از تمام کتاب مقدس و متن لاتینی رسمی کلیسای کاتولیک رومی است، در اواخر قرن ۴م. توسط او نوشته شده است.
1. ↑  Herbermann, Charles, ed. (1913). "St. Jerome" . Catholic Encyclopedia. New York: Robert Appleton Company.
2. 1 2  Le Goff، The Birth of Europe، 41.

## نگارخانه

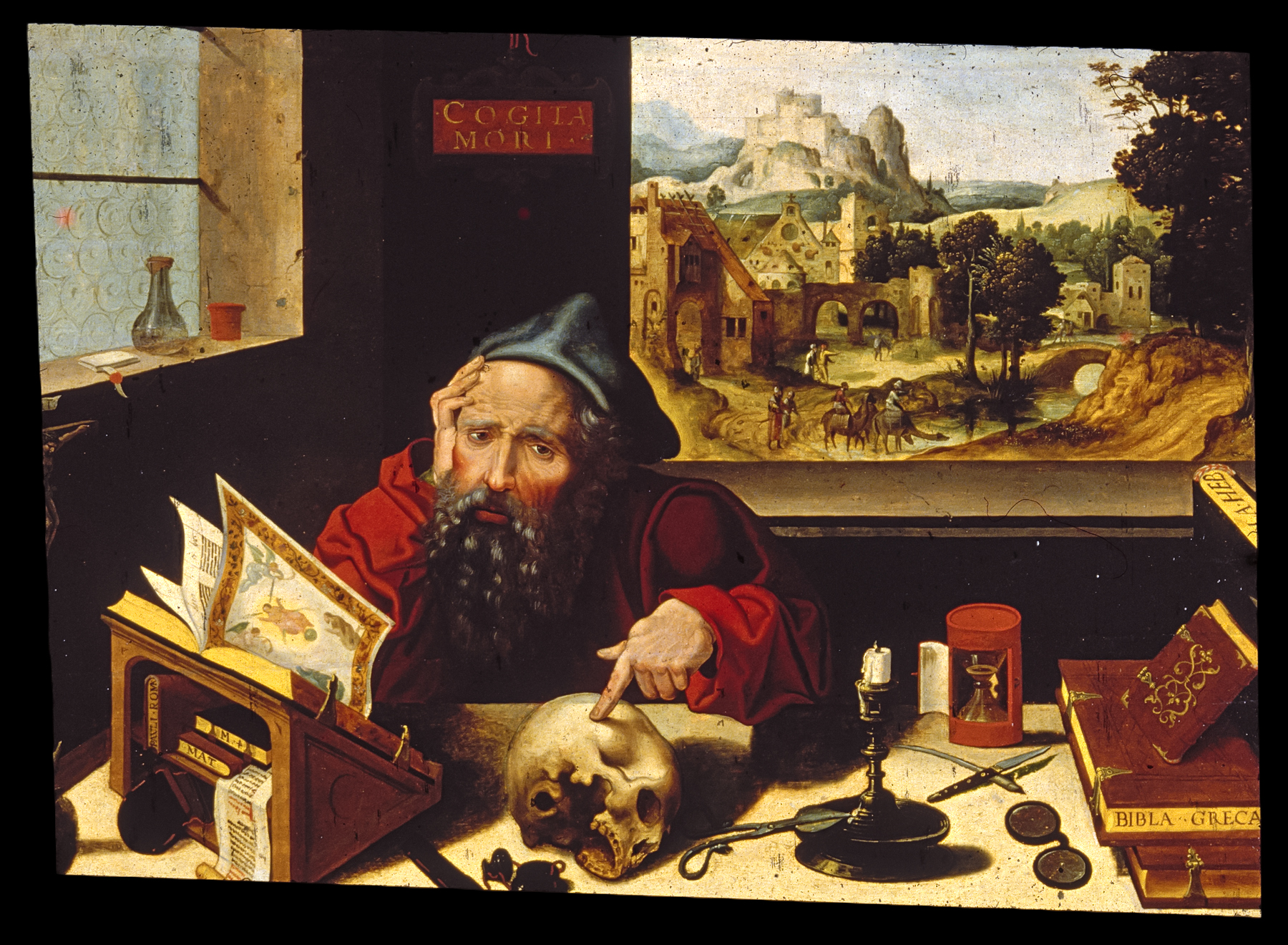
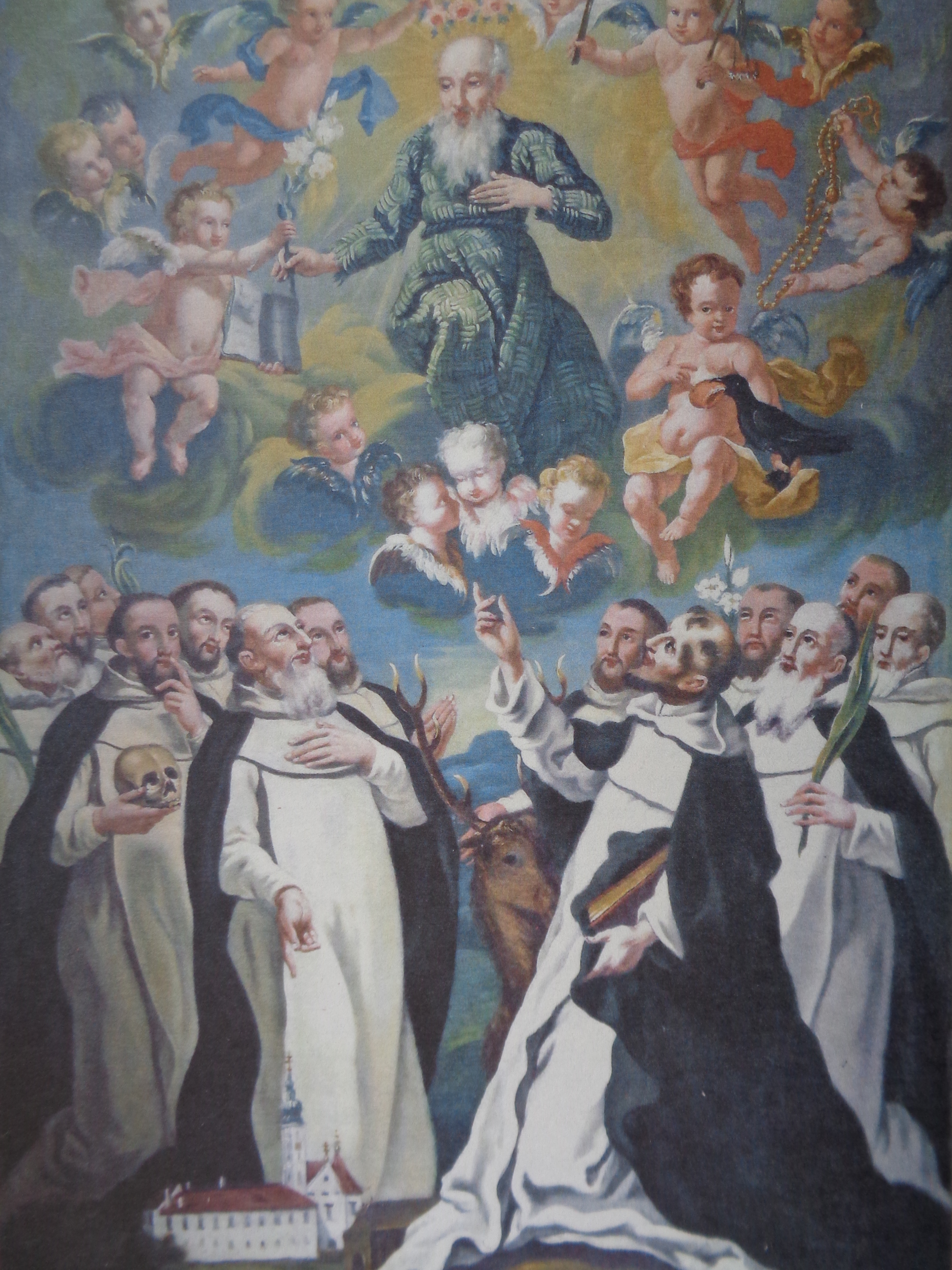
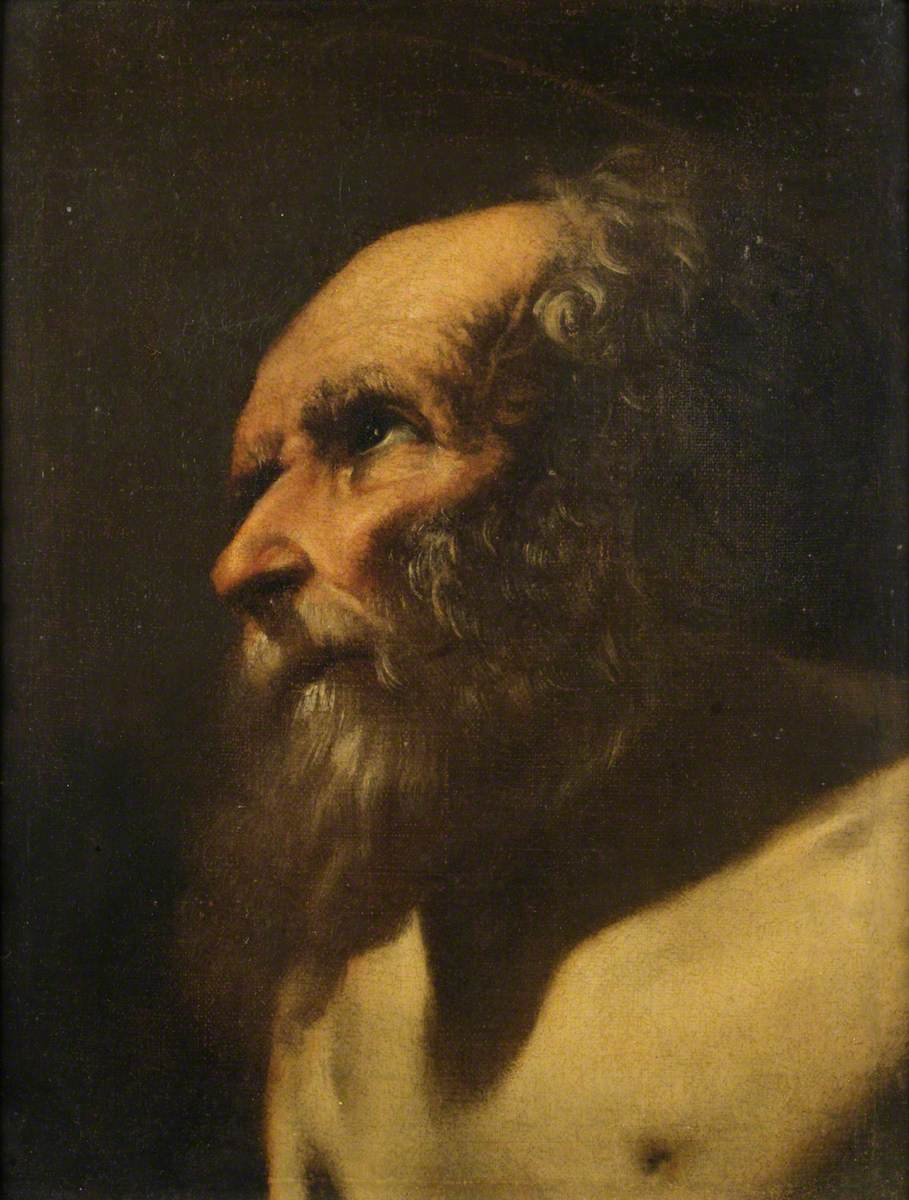
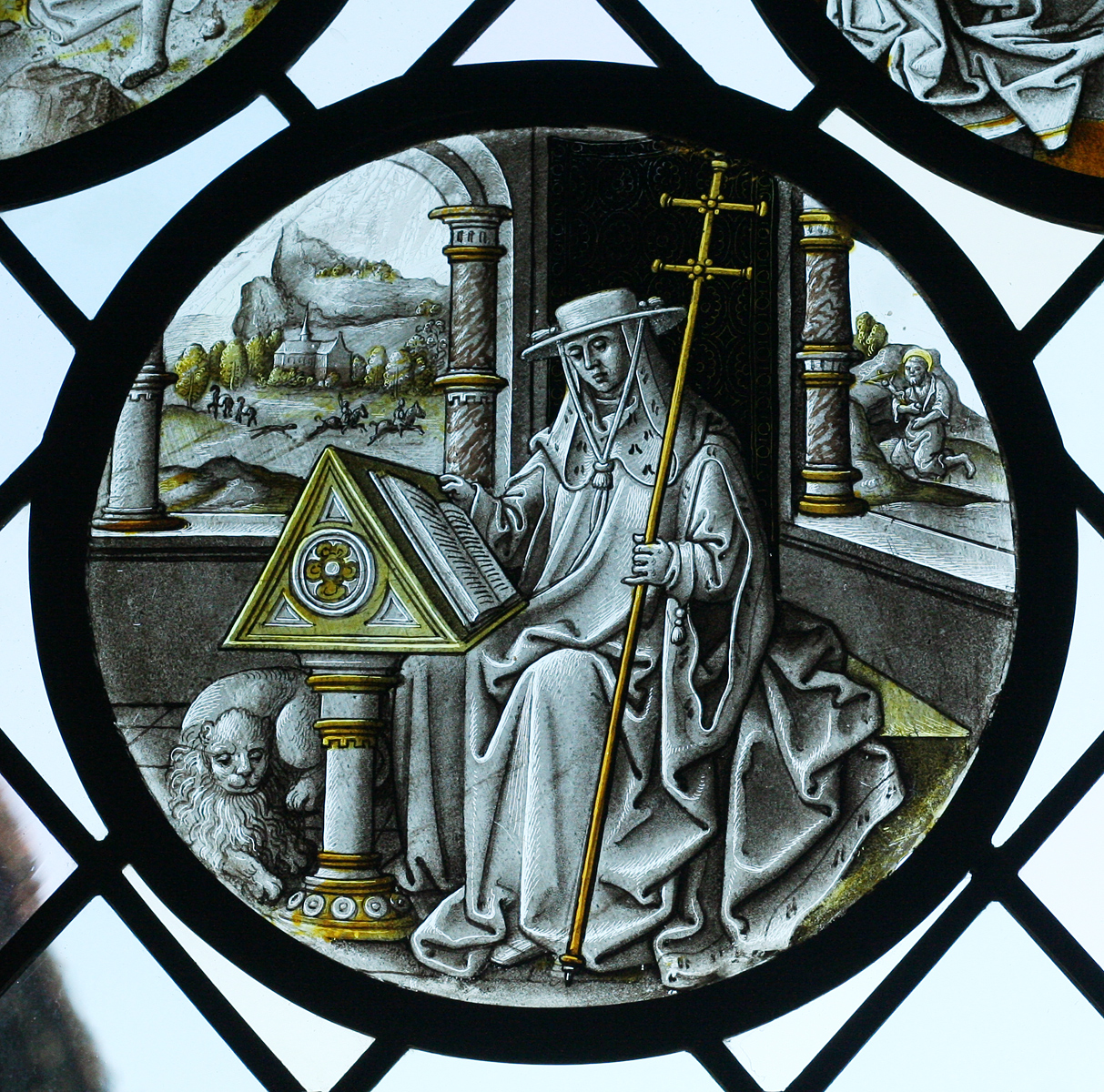